# Shinkichi Kikuchi
Shinkichi Kikuchi (Iwate, 12 aprile 1967) è un allenatore di calcio ed ex calciatore giapponese, di ruolo portiere, preparatore dei portieri del Sanfrecce Hiroshima.

## Palmarès

### Club

#### Competizioni nazionali
- Japan Soccer League: 3

Yomiuri: 1986-87, 1990-91, 1991-92
- Coppa dell'Imperatore: 3

Yomiuri: 1986, 1987
Verdy Kawasaki: 1996
- Konica Cup: 1

Yomiuri: 1990
- Japan Soccer League Cup: 1

Yomiuri: 1991
- Coppa J. League: 3

Verdy Kawasaki: 1992, 1993, 1994
- Campionato giapponese: 2

Verdy Kawasaki: 1993, 1994
- Supercoppa del Giappone: 2

Verdy Kawasaki: 1994, 1995

#### Competizioni internazionali
- Campionato d'Asia per club: 1

Yomiuri: 1987-88